# Campoplex adustus
Campoplex adustus är en stekelart som beskrevs av Johann Ludwig Christian Gravenhorst 1829. Campoplex adustus ingår i släktet Campoplex och familjen brokparasitsteklar. Inga underarter finns listade.